# Прайд (Marvel Comics)
Прайд (англ. The Pride) — команда суперзлодеев, появляющаяся в американских комиксах, издаваемых Marvel Comics. Персонажи изображены как преступная организация, контролирующая район Лос-Анджелеса во вселенной Marvel. Они наиболее известны как родители и первоначальные, самые заметные враги Беглецов. Прайд состоит из шести супружеских пар, каждая из которых является тайным суперзлодеем. Все они обладают широким спектром способностей, навыков и ресурсов. Каждый из членов Прайда имеет уникальные силы или экспертные знания, часто связанные с их преступным или мистическим фоном. Это — мафиози Уайлдеры, путешествующие во времени Йорксы, телепатические мутанты Хейсы, инопланетные захватчики Дины, безумные ученые Штейны и темные маги Минорусы.
Прайд часто рассматривается как эффективная суперзлодейская команда, которая запретила другим злодеям контролировать Лос-Анджелес. Хотя в реальности, не знающие о существовании Прайда, другие боссы мафии, такие как Кингпин, признают, что группа начала контролировать Лос-Анджелес эффективно и видно. Прайд впервые появился в «Runaways № 1» в 2003 году, авторами являются Брайан К. Вон и Эдриан Альфон.

## Происхождение

### Оригинальный Прайд
Хотя Прайд был в центре внимания на протяжении всего первого тома комикса, его фактическое происхождение было открыто только в тринадцатом номере. В 1985 году шесть пар были объединены вместе Гибборимом — тремя мифическими великанами, которые правили миром, когда он был «изначально один в безмятежной утопии». Гибборим сообщил парам, включая пришельцев, путешественников во времени, магов, учёных, мутантов и преступников, что они также хотят превратить мир в такую же мирную утопию, которая была миллионы лет назад, но у них не было сил. Гиббориму требовалось шесть пар помощников («Прайд»), чтобы уничтожить всю планету и, когда они достигнут своей цели, шесть из двенадцати, лучше остальных служивших ему, получат возможность править миром вместе с ним, в то время как остальные шесть погибнут вместе с остальной человеческой расой. Пары договорились и сформировали «Прайд».

### Прайд Алекса Уайлдера
Алекс Уайлдер начинает третье воплощение Прайда, где он стал известен у преступных лордов Гарлема: Чёрной Мэрайи, Щитомордника, Донтрелла «Таракан» Гамильтона, Геймкока, и других непонятных людей, которые присоединились к нему. Алекс Уайлдер подходит к надгробной плите Мистера Фиша, где он рассказывает ему о своём отце и о том, что он начинает новое воплощение Прайда в Гарлеме. После этого, Алекс Уайлдер бьёт надгробие и прогоняет Мистера Фиша в Ад.

## Члены

### Оригинальные участники
Несмотря на верность Прайда друг другу, разногласия и союзы были нормой для группы; более того, наиболее заметным из альянса был Хейс и Деканов, кто замыслил предать остальных членов прайда, потому что они были людьми. Все члены прайда дают прозвища по Gibborim.

#### Семья Уайлдеров
Джеффри и Кэтрин Уайлдер («воры») являются родителями Алекса Уайлдера. Они являются криминальными авторитетами, которые выдавали себя за бизнесменов. Они занимаются незаконной торговлей наркотиками, азартными играми и ограблениями в Лос-Анджелесе. Для этого эти двое наладили прочные и мощные связи во всём Лос-Анджелесе, причина гордость состоянии сформулировать своих детей на убийства и похищения. Джефри привёл всю гордость. Джеффри изначально появившийся как суровый, унижающий человек, который запрещал сыну играть в онлайн ролевые игры. Его крутой образ часто отличается, что означает, что персонажи могут обнаружить своё отношение, о чём свидетельствует, когда Нико способен определить 1985 версию Джеффри. Когда Гибборим назвал их первой встречи, Джеффри и Кэтрин были в бегах от полиции, после ограбления, , где было показано, что Джеффри и Кэтрин сбежали, презрев Екатерины мамины пожелания. Первоначально появляются как типичные родители, показано два может также иметь кроткий нрав; когда один из гордости агентов сообщил Джеффри, что их дети ушли, Джеффри нёс кинжал Алекса номер; Екатерина позже снят одноимённый агентов по колено.
Джеффри Уайлдер возвращается позже, после того, как группа непреднамеренно приносит версия 1985 года он вернулся из своего времени. Он был позже побеждён, и вернулся в своё время с него стёрли память Нико.

#### Бывшие агенты
- Лейтенант Флорес — сотрудник полиции. Выстрелил в ногу Кэтрин Уайлдер для привлечения плаща и кинжала л. А., а затем убил Джеффри Уайлдера после того, как ему не удалось захватить детей.
- Алекс Уайлдер — он был показан шпионящим за своими родителями и всем Прайдом. Убит Гибборимом.

### «Новый Прайд»
- Стрейч — толстый мальчик, который живёт со своей бабушкой (если бы играли, как несколько женщин и полураздетые супергерои, такие есть Эмма Фрост, Мисс Марвел и Женщина-невидимка). Вооружён мечом, сделанным из того же инопланетного металла, что и медицинский браслет Каролины, он сам институционализированных после ухода из группы.
- Охотник — тонкий юноша со стереотипный бездельник внешний вид (уже играл как Халк). Он был хакером с достаточно мастерства, чтобы взломать не только в Чехарду, но Виктора систем. Он вступил в корпус мира, чтобы искупить свои злые дела.
- Лотос — женщина — фантазия фаната, который участвует в Ренессанс ярмарки (были играли как Сорвиголова). Учитывая несколько мистических артефактов, она была волшебная пользователей группы. Она решила вернуться к своей повседневной жизни в попытке побороть своих личных демонов.
- Оскар — человек, который часто был уволен со многих рабочих мест из-за использования компьютеров для онлайн игр (уже играл, как Человек-Паук)[11].

### Прайд Алекса Уайлдера
- Алекс Уайлдер — Лидер
- Чёрная Мэрайя
- Щитомордник
- Донтрелл «Таракан» Гамильтон
- Геймкок
- Ятаган

## Другие версии

### День М
Прайд упоминается как организация, правящая Южной Калифорнией в День М. В отличие от основной реальности их дети остаются с родителями.

## Вне комиксов

### Телевидение
- «Прайд» появился в телесериале «Беглецы», где Райан Сэндс сыграл Джеффри Уайлдера, Энджел Паркер — Кэтрин Уайлдер, Бриттани Исибаси — Тину Минору, Джеймс Ягаши — Роберта Минору, Кевин Вайсман — Дейла Йоркса, Бриджид Брэнно — Стейси Йоркс, Энни Вершинг — Лесли Дин, Кип Пардью — Фрэнка Дина, Джеймс Марстерс — Виктора Штейна, а Эвер Кэррадайн — Джанет Штейн, Владимир Каамано — Джена Эрнандеса, Кармен Серано — Алису Эрнандес.[13]

### Фильм
- Хотя не упомянутая по имени Тина Минору появляется в фильме «Доктор Стрэндж» и изобразила её Линда Луиза Дуан.[14][15] она изображается как член секты Старейшины.